# Кугач, Юрий Петрович
Юрий Петрович Куга́ч (8 [21] марта 1917, Суздаль, Владимирская губерния — 22 апреля 2013, Малый Городок, Тверская область) — советский и российский художник-живописец, педагог. Народный художник СССР (1977). Лауреат Сталинской премии второй степени (1950) и Государственной премии РСФСР имени И. Е. Репина (1969).

## Биография
В 1936 году окончил Московский государственный областной художественный педагогический техникум изобразительных искусств памяти восстания 1905 года, педагоги Н. П. Крымов, К. Ф. Морозов. В 1942 году — МГАХИ имени В. И. Сурикова по мастерской С. В. Герасимова, в 1945 — аспирантуру МГАХИ имени В. И. Сурикова, педагоги С. В. Герасимов, Н. Х. Максимов, И. Э. Грабарь.
С 1939 года — участник художественных выставок.
В 1948—1951 годах преподавал рисунок в МГАХИ имени В. И. Сурикова. В 1950 году утверждён в звании доцента.
Картины художника находятся в собраниях ГТГ, ГРМ, художественных музеев России, Украины, в частных коллекциях в России и за рубежом: в США, Германии, Испании, Франции, Японии.
Академик АХ СССР (1975; член-корреспондент 1970). Член СХ СССР.
Умер в 2013 году. Похоронен на Серебрянническом кладбище посёлка Садовый 26 апреля 2013 года.

## Награды и звания
- Заслуженный деятель искусств РСФСР (1963)
- Народный художник РСФСР (1965)
- Народный художник СССР (1977)
- Сталинская премия второй степени (1950) — за участие в создании картины «Передовые люди Москвы в Кремле» (1949) и за серию портретов «Знатные люди Москвы» (с соавторами)
- Государственная премия РСФСР имени И. Е. Репина (1969) — за картины «Перед танцами» (1961) и «В субботу» (1965), «Свадьба» (1967) и «Селькор» (1967)[3]
- Орден Октябрьской Революции (1987) — за заслуги в развитии советского изобразительного искусства и в связи с семидесятилетием со дня рождения[4]
- Орден Почёта (1997) — за заслуги перед государством, большой вклад в укрепление дружбы и сотрудничества между народами, многолетнюю плодотворную деятельность в области культуры и искусства[5]
- Золотая медаль Академии художеств СССР (1966) — за картины «Перед танцами» (1961) и «В субботу» (1965)[3].
- Международная премия имени М. А. Шолохова в области литературы и искусства (2007).

## Галерея
- Виртуальный музей Ю. П. Кугача